# 卡尔拉普尔
卡尔拉普尔（Karrapur），是印度中央邦Sagar县的一个城镇。总人口9285（2001年）。

## 人口
该地2001年总人口9285人，其中男性4923人，女性4362人；0—6岁人口1646人，其中男852人，女794人；识字率60.80%，其中男性为71.74%，女性为48.44%。